# Brebu Megieșesc
Brebu Megieșesc – wieś w Rumunii, w okręgu Prahova, w gminie Brebu. W 2011 roku liczyła 2613 mieszkańców.